# الأخلاق (مصطلح)
الأخلاق  هي الرسالة التي نقلت أو درس يمكن تعلمه من قصة أو حدث، وقد تبقى الأخلاق للمستمع أو للقارئ أو للمشاهد لتحديد أنفسهم، أو قد تكون مغلفة صراحة في مقولة، فالأخلاق هي درس في قصة أو في الحياة الحقيقية.

## نتائج البحث في الأخلاق
كمثال على مقولة صريحة، في نهاية خرافة إيسوب من السلحفاة والأرنب البري، التي فاز فيها تثاقل السلحفاة العازمة على سباق ضد الأرنب الأسرع بكثير ولكنه متعجرف، الأخلاق المذكورة هي «بالأناة تنال المبتغى»، على سبيل المثال: يمكن غالبا أن تؤخذ الأخلاق الأخرى من القصة نفسها، فالغرور أو الثقة العمياء في شخص قد تؤدي قدراته للفشل أو خسارة حدث أو سباق أو تنافس.
استخدام شخصيات الأسهم هو بمعنى نقل الأخلاق للقصة من خلال القضاء على تعقيد الشخصية وتصوير القضايا الناشئة في التفاعل بين الشخصيات وتمكن الكاتب من إنشاء رسالة واضحة. مع المزيد من الشخصيات المستديرة، مثل تلك الموجودة عادة في مسرحيات شكسبير، قد تكون الأخلاق أكثر دقة في درجة الاختلاف، ولكن ليست أقل حضورا، وقد يشير الكاتب إلى ذلك بطرق أخرى.

## الفنون
لم تخدم غالبية الكتابات الخيالية على مدار تاريخ الأدب المسجل فقط للترفيه بل أيضا للتوجيه الأعلام أو تحسين جماهيرهم أو جمهورهم.على سبيل المثال، في الدراما الكلاسيكية، كان دور الجوقة للتعليق على الإجراءات واستخلاص رسالة للجمهور ليأخذها معهم، بينما كانت روايات تشارلز ديكنز وسيلة للأخلاق فيما يتعلق بالنظام الأجتماعي والأقتصادي لبريطانيا الفيكتورية. وكانت الأخلاق عادة أكثر وضوحا في أدب الأطفال، حيث في بعض الأحيان يتم تقديمه مع العبارة «الأخلاق من القصة هي.......». وقد نمت هذه التقنيات الصريحة بشكل متزايد من النمط في سرد القصص الحديثة، وعادة الآن مايتم تضمينها فقط للأغراض الساخرة. بعض الأمثلة للعبارات الأخلاقية في: «آمن أفضل من أسف» (المبدأ الوقائي)، «الشر لا يستحق أي مساعدة», «كن صديقا مع من لا يعجبك»، «بمجرد أن تبدأ في المسار المظلم، ستظل مصيره إلى الأبد»، «ثقتك العمياء هي ضعفك». إن خرافات إيسوب هي الأكثر شهرة للقصص مع إستنتاجات أخلاقية قوية.

## في الحكايات الأخلاقية
كانت الأخلاق واحدة من الأهداف الرئيسية للأدب خلال 1780-1830، خصوصا في أدب الأطفال، ويعود جزء من السبب في ذلك لكتابات جون لوك وجان جاك روسو في القرن الثامن عشر التي لفتت الأنتباه إلى الأطفال كجمهور للأدب. ويتبع في فكرهم توماس داي (1789-1748) كتب ساندفورد وميرتون، ورفع الأخلاق المتميزة لولد صغير فوق طبيعة شخص آخر. كانت ماريا جوورث (1849_1776) مؤلفة أخرى بارزة للحكايات الأخلاقية، تكتب عن كيف يستطيع كبير السن الحكيم تعليم الطفل. واحدة من قصصها الأكثر شهرة هي «الجرة البنفسجية». خلال هذا الوقت، تم تناول موضوع «بطلة شابة أو بطل شاب يكتسب الحكمة والأدراك من قبل العديد من الكتاب الآخرين». تتطور قدرة الأطفال على إستخلاص الدروس الأخلاقية من القصص والإعلام المرئي في سن 9 أو 10 سنوات. 
وكتب الشاعر والكاتب الاوكراني بافلو غلازوفي بأسلوب يمزج بين السخرية والتأمل الأخلاقي، وركّز على قضايا تعكس التحديات الأخلاقية التي واجهها مجتمعه. كما أظهرت أعماله رؤية ثقافية غنية، حيث ناقش دور الأخلاق والقيم في الحياة اليومية.